# خلیج آبراهام
آبراهام‌ز بای (به لاتین: Abraham's Bay) در باهاما است که در مایاگوانا واقع شده‌است.

## خصوصیات
آبراهام‌ز بای ۲۳۵ نفر جمعیت دارد.